# Гасмули
Гасмулите или газмулите ( на гръцки: γασμοῦλος) са потомци на смесени гръко-италийски или гръко-франкски  връзки от времето на франкократията. В някои случаи гасмулите са извънбрачни деца от връзки между западноевропейски рицари и/или италиански търговци (по-късно и представители на венециански управляващи династии на островите) и местни гъркини – наложници или домашни помощници/прислужници. Псевдо Брокард в първата половина на ХIV век пише, че гасмулите са „родени от баща грък или майка латинка или от баща латинец и майка гъркиня“ Смесените бракове между франките и венецианците от една страна, и гърци, от друга са забранени във венециански Крит и каталанска Атина и са разрешени в Княжество Морея.
През периода на франкократията гасмулите се превръщат в особена каста, която заема свое място в съсловната йерархия на Балканите и Византия през късното средновековие. Гасмулски мъже служат като професионални моряци, а по-късно и като наемници във византийската, венецианската и османската армия. Често стават пирати.
Газмулите са по принцип полиглоти и имат размита етно-лингвистична идентичност. Отношението към тях е двусмислено. Те често били презирани от чистокръвните гърци като национален позор, напомняйки им ненужно за превземането на Константинопол през 1204 г. От друга страна, Георги Пахимер пише, че те съчетават предвидливостта и благоразумието на ромеите и яростта и дързостта на латините.
Гасмулите не са приемани добре от мнозинството от франките. За венецианците и франките те са  потенциални дезертьори. Гражданският им статут  е като правило постоянно неустановен и обект на взаимни претенции. Гасмулите непрестанно променят своите симпатии в зависимост от социално-политическата ситуация в региона. През 1260-те години, когато Византийската империя е възстановена, гасмули служат в редиците на византийската армия, опитвайки се, често много успешно, да прогонят рицарите и венецианците. Голяма част от флота на Михаил VIII Палеолог е съставена от гасмули. В края на XIV век гасмули започват да постъпват на османска служба и в крайна сметка приемат исляма. Според Дука първият османски гарнизон, разположен в Галиполи през периода 1421 – 1422 г., се състои от „леко въоръжени гасмули“. В края на XV век гасмулите са вече анахронизъм от една отминала епоха.